# Années 1530
Les années 1530 couvrent la période de 1530 à 1539.

## Évènements
- 1527-1543 : guerre Adal-Éthiopie[1]. L’époque est marquée en Éthiopie par la destruction de tous les grands édifices et trésors du pays, l’anéantissement des grands monastères et d’un grand nombre de leurs manuscrits[2], à l’exception de quelques-uns (Debra-Damo, Goundé-Goundié à l’est d’Adigrat, Naadir au sud d’Aksoum, quelques cachettes du lac Tana et du lac Ziway)[3].
- 1529 à 1532 : construction de la jetée du port d'Alger. Naissance de la régence d'Alger[4].
- 1529-1568 : petite Guerre de Hongrie[5].
- 1530-1540 : le protestantisme progresse dans les Cévennes[6].
- 1530-1541 : Sägesignatur (« signature en dents de scie ») : la dendrochronologie révèle dans le sud de l’Allemagne l’alternance régulière d’années sèches et d’années pluvieuses[7], alternance confirmée par les dates de vendanges enregistrées en France et en Suisse.
- 1530 :
  - confession d'Augsbourg[8].
  - les Chevaliers de Rhodes reçoivent l’île de Malte de l'empereur Charles Quint[9].
- 1531-1533 : conquête du Pérou par les Espagnols de Francisco Pizarro[10].
- 1531 : guerre de Kappel[11].
- 1532 : union de la Bretagne à la France[12].
- 1532 et 1534 : publication de Pantagruel et de Gargantua de François Rabelais[13].
- 1533 : début du schisme anglican. Le 23 mai 1533, le roi d'Angleterre Henri VIII, deuxième souverain de la dynastie Tudor, divorce de sa première femme Catherine d'Aragon et épouse Anne Boleyn, dame d'honneur de la reine, qu'il fait couronner quelques jours plus tard. L'évènement provoque l'excommunication du roi par le pape Clément VII, premier épisode du schisme qui s'avéra définitif[14]. Ce schisme provoque la démission de Thomas More le 16 mai 1532. Refusant de reconnaître l'autorité spirituelle du roi, il est emprisonné dans la Tour de Londres puis exécuté le 6 juillet 1535[15].
- 1534 : 
  - affaire des Placards en France[12].
  - premier voyage de Jacques Cartier au Québec[10].
- 1534-1535 : première campagne de l’Empire ottoman en Perse. Les Ottomans occupent Tabriz, Bagdad et l'Azerbaïdjan.
- 1535 : bataille de Tunis par Charles Quint[16].
- Vers 1535 : les Nupe, peuple établit entre le Niger et la Bénoué, attaquent l'Empire d'Oyo ; les rois yorubas abandonnent leur capitale pour un exil de 80 ans à Borgu au nord-ouest d'Oyo[17] .
- 1536 : 
  - Concorde de Wittemberg[18].
  - union du Pays de Galles au Royaume d'Angleterre[19].
  - Pedro de Mendoza fonde Buenos Aires. Ce premier établissement est abandonné en 1541[20].
- 1536-1537 : révolte des barons du Nord de l'Angleterre, dite pèlerinage de Grâce[21].
- 1536-1538 : huitième guerre d'Italie, conclue par la paix de Nice[22].
- 1537-1538 : résistance des indigènes du Mexique à l’envahisseur espagnol, menés par le cacique hondurien Lempira[23].
- 1539 : Pedro de Valdivia entreprend la conquête du Chili[10].

## Personnages significatifs
- Altan Khan
- Ahmed Ibn Ibrahim Al-Ghazi
- Jean Calvin
- Jacques Cartier
- Charles Quint
- François Ier
- Nikolaus Federmann
- Henri VIII d'Angleterre
- Humâyûn
- Ignace de Loyola
- Ivan IV de Russie
- Khayr ad-Din Barberousse
- Marie de Hongrie
- Martin Luther
- Francisco Pizarro
- Sher Shâh Sûrî
- Diego de Ordás
- Soliman le Magnifique
- Thérèse d'Ávila
- Gustav Vasa